# 오데르강

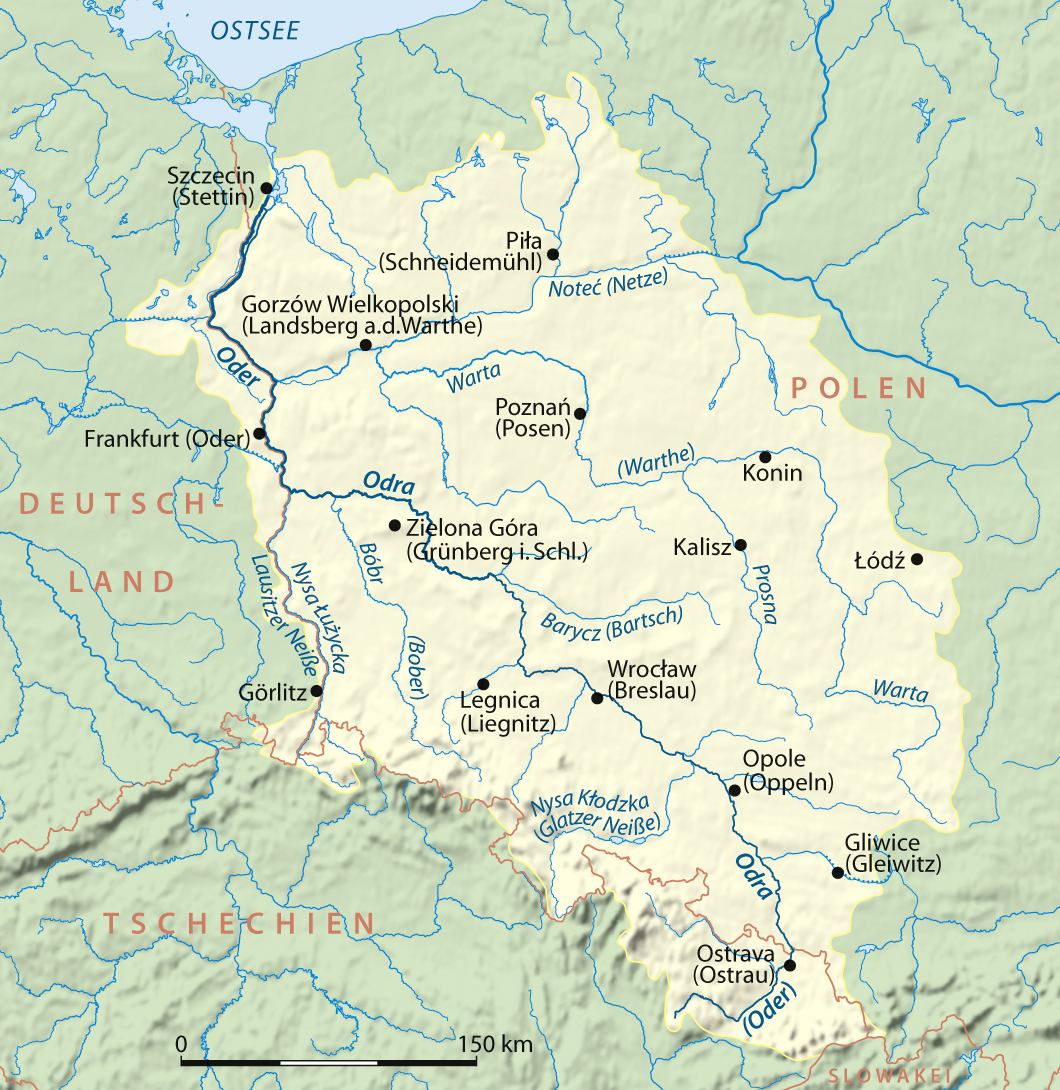
오데르강의 지도

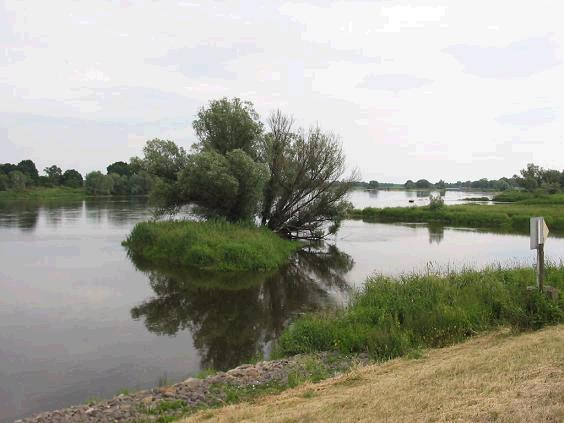
독일 키니츠(Kienitz)와 촐브뤼케(Zollbrücke) 사이를 흐르는 오데르강의 모습

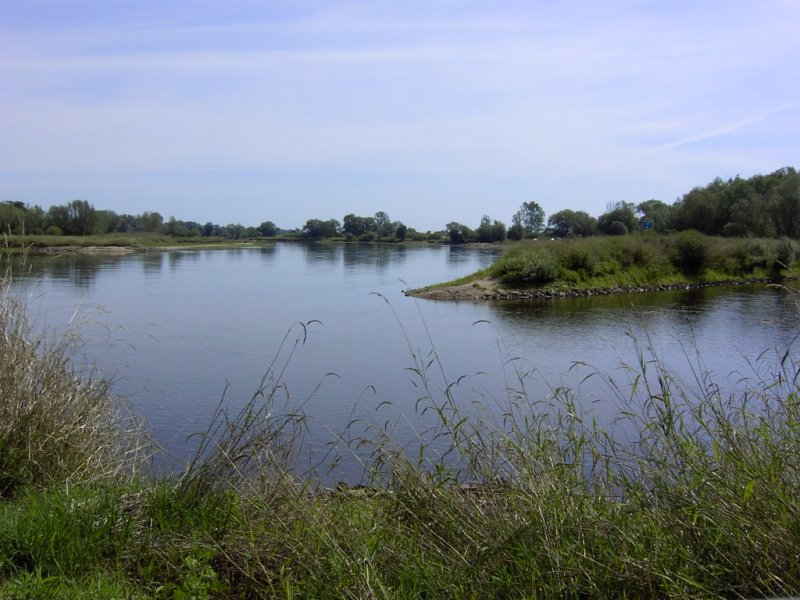
오데르강과 나이세강이 합류하는 지점

오데르강(독일어: Oder) 또는 오드라강(폴란드어: Odra, 체코어: Odra)은 폴란드, 체코, 독일 국경을 흐르는 강으로 길이는 854 km, 유역 면적은 118,861 km2, 평균 유속은 574 m3/s이다.

## 지리
강의 전체 길이 854 km 가운데 112 km는 체코에서 흐르며 742 km는 폴란드(독일-폴란드 국경을 흐르는 187 km 구간 포함)에서 흐른다. 강의 전체 유역 면적 118,861 km2 가운데 106,056 km2(89%)는 폴란드에, 7,217 km2(6%)는 체코에, 118,861 km2(5%)는 독일에 위치한다. 폴란드에서는 비스와강, 바르타강에 이어 3번째로 긴 강이다.
체코 올로모우츠주에서 발원하여 폴란드 실롱스크주, 오폴레주, 돌니실롱스크주, 루부시주, 서포모제주, 독일 메클렌부르크포어포메른주를 흐른 다음에 폴란드 슈체친 석호에서 발트해와 합류한다. 슈체친 석호 서쪽에는 우제돔섬이, 동쪽에는 볼린섬이 위치하는데 이들 섬 사이에는 지브나 해협, 시비나강, 페네강이 위치한다.

## 수로 운항
오데르강은 글리비체 운하, 오데르-슈프레 운하를 통해 엘베강, 바르타강, 비스와강과 연결되어 있기 때문에 내륙 수상 교통의 동맥 역할을 수행한다. 주요 수송 물자는 실레시아의 석탄, 철광석을 비롯한 원료, 연료와 공업 제품이다. 오데르강과 접한 주요 도시로는 체코 오스트라바, 폴란드 오폴레, 브로츠와프, 슈체친, 켕지에진코질레, 코스트신나트오드롱, 독일 아이젠휘텐슈타트, 프랑크푸르트안데어오데르 등이 있다.
오데르강의 수로는 대부분 선박의 운항이 가능한 편이다. 상류에 위치한 폴란드 코질레(Koźle, 독일어로는 코젤(Cosel)) 인근부터는 많은 선박들이 글리비체 운하 방향으로 흘러간다. 오데르강 상류는 준설 공사를 통해 운하를 형성했기 때문에 CEMT 4등급(CEMT Class IV) 바지선까지 브로츠와프 인근에 위치한 공업 지대를 운항할 수 있다.
오데르강 하류에는 독일 아이젠휘텐슈타트, 프랑크푸르트안데어오데르 등의 도시가 있다. 옛 동독 시대에 건설된 제철 도시인 아이젠휘텐슈타트는 슈프레강과 베를린을 연결하는 오데르-슈프레 운하가 시작되는 곳이기도 하다. 프랑크푸르트안데어오데르 하류에서 바르타강이 합류한 이후에는 소형 선박을 이용해서 폴란드 포즈난, 비드고슈치로 운항할 수 있다. 바르타강이 합류하는 지점에 위치한 독일 호헨자텐(Hohensaaten)에서는 하펠강, 엘베강 방면으로 이어지는 하펠-오데르 운하가 설치되어 있어서 베를린 방향으로 운항할 수 있다.
오데르강 어귀에서는 발트해에 위치한 폴란드의 주요 항구 도시인 슈체친을 흐른다. 오데르강은 슈체친 석호에서 발트해와 합류하는데 오데르강 하구에는 독일과의 국경 지대에 위치한 폴란드의 도시인 시비노우이시치에(Świnoujście, 독일어로는 슈비네뮌데(Swinemünde))가 위치한다.

## 역사
고대 로마 시대에는 게르마니아 마그나(Germania Magna)의 지배를 받았으며 당시에는 비아드루스강(Viadrus) 또는 비아두아강(Viadua)으로 불렀다. 로마 제국 시대에는 북해, 발트해, 지중해까지 뻗어 있던 교역로인 호박의 길을 형성했다.
중세 라틴어 문헌에서는 오데라강(Odera 또는 Oddera)이라는 이름으로 등장한다. 10세기 말에 작성된 폴란드에 관한 라틴어 고문서인 《다고메 이우덱스》(Dagome iudex)에서는 991년 당시에 폴란드의 미에슈코 1세 공작의 아내인 오다 폰 할덴슬레벤(Oda von Haldensleben)이 소유하고 있던 영지가 오데르강, 모라바, 크라쿠프, 프로이센에 걸쳐 있었다는 기록이 남아 있다.
오데르강은 슬라브족이 정착하기 이전까지 오데르강, 엘베강, 비스와강을 연결하는 게르마니아의 중요한 교역로로 여겨졌다. 845년경에 게오그라푸스 바바루스(Geographus Bavarus)라는 신원을 알 수 없는 바이에른의 지리학자가 작성한 도나우강 북안의 지명, 도시 이름을 기록한 문헌에서 따르면 상류에 위치한 실레시아에서는 서슬라브족 계열의 민족인 실레시아인(Silesians), 다도샤니인(Dadoshanie), 오폴라니아인(Opolanians), 루피글라인(Lupiglaa), 골렌시체인(Golenshitse)이 거주하고 있었고 서포메라니아에서는 볼린인(Wolinians), 피르지칸인(Pyrzycans)이 거주했다고 한다. 1086년 프라하 주교구가 작성한 문헌에서는 실레시아에 거주하던 즐라사네인(Zlasane), 트레보비아네인(Trebovyane), 포보라네인(Poborane), 데도시체인(Dedositze) 등의 민족이 등장한다.
중세 시대에는 오데르강 유역에서 농업이 확산되었고 13세기에는 농지를 보호하기 위한 차원에서 제방이 설치되었다. 오데르강이 유럽의 동서를 연결하는 교역로가 된 이후에는 하천 교통의 거점, 상업의 중심지로 성장했다. 프로이센 왕국의 프리드리히 2세 국왕이 수로의 중요성을 인식하면서부터 오데르강은 수로 운항의 거점으로 여겨졌다. 특히 1746년부터 1753년까지 퀴스트린(Küstrin, 현재의 폴란드 코스트신나트오드롱) 인근에 있던 늪 지대인 오데르브루흐(Oderbruch)에 운하가 건설되면서 습지에서 농작물을 경작할 수 있게 되었다.
산업혁명 시대에는 철광석, 석탄 등의 대규모 채굴이 시작되면서 오데르강 상류는 산업 지대가 되었다. 19세기 말에는 오데르강에 3가지 수로가 설치되었다. 1887년부터 1891년까지 오데르강과 슈프레강을 연결하는 오데르-슈프레 운하가 설치되었고 1896년에는 브레슬라우(Breslau, 현재의 폴란드 브로츠와프) 하구에 운하가 설치되었다. 그 외에 강 어귀와 하류를 통제하는 시설이 설치되었다.
1945년 제2차 세계 대전의 종전과 함께 체결된 포츠담 협정에 따라 오데르강과 나이세강을 따르는 독일과 폴란드 간의 새로운 국경선인 오데르-나이세선이 확정되었다. 이 경계선은 1950년 동독과 폴란드 사이에 체결된 협정에 따라 동독과 폴란드 간의 공식적인 국경선으로 승인되었다. 1970년에는 서독이 오데르-나이세선을 승인했고 1990년 독일의 재통일과 함께 독일과 폴란드 간의 국경선이 되었다.

## 같이 보기
- 오데르-나이세선

## 참고 문헌
- 이 문서에는 다음커뮤니케이션(현 카카오)에서 GFDL 또는 CC-SA 라이선스로 배포한 글로벌 세계대백과사전의 내용을 기초로 작성된 글이 포함되어 있습니다.